# Tiro com arco na Universíada de Verão de 2025
O tiro com arco na Universíada de Verão de 2025 foi disputado no estádio Sporthalle Am Hallo (qualificação) e no complexo industrial da mina de carvão Zollverein (finais), ambos em Essen, na Alemanha, entre 22 e 26 de julho de 2025.

## Calendário
| Tiro com arco | Julho | Julho | Julho | Julho | Julho | Julho | Julho | Julho | Julho | Julho | Julho | Julho | Eventos |
| Tiro com arco | 16    | 17    | 18    | 19    | 20    | 21    | 22    | 23    | 24    | 25    | 26    | 27    | Eventos |
| ------------- | ----- | ----- | ----- | ----- | ----- | ----- | ----- | ----- | ----- | ----- | ----- | ----- | ------- |
|               |       |       |       |       |       |       |       |       |       | 6     | 4     |       | 10      |

|  | Dia de competição |  | Dia de final |

## Medalhistas

### Masculino
| Evento     | Ouro                    | Prata             | Bronze                 |
| Individual | Individual              | Individual        | Individual             |
| ---------- | ----------------------- | ----------------- | ---------------------- |
| Recurvo    | TPE Tang Chih-Chun      | CHN Qin Wangyu    | TUR Berkim Tumer       |
| Composto   | IND Sahil Rajesh Jadhav | GBR Ajay Scott    | POL Przemyslaw Konecki |
| Equipe     |                         |                   |                        |
| Recurvo    | JPN Japão               | KOR Coreia do Sul | TUR Turquia            |
| Composto   | TUR Turquia             | IND Índia         | KOR Coreia do Sul      |

### Feminino
| Evento     | Ouro              | Prata              | Bronze          |
| Individual | Individual        | Individual         | Individual      |
| ---------- | ----------------- | ------------------ | --------------- |
| Recurvo    | KOR Nam Suhyeon   | CHN Liu Yanxiu     | JPN Uehara Ruka |
| Composto   | KOR Moon Yeeun    | IND Parneet Kaur   | KOR Park Yerin  |
| Equipe     |                   |                    |                 |
| Recurvo    | JPN Japão         | TPE Taipé Chinês   | CHN China       |
| Composto   | KOR Coreia do Sul | USA Estados Unidos | IND Índia       |

### Misto
| Evento   | Ouro      | Prata             | Bronze            |
| Equipe   | Equipe    | Equipe            | Equipe            |
| -------- | --------- | ----------------- | ----------------- |
| Recurvo  | CHN China | JPN Japão         | KOR Coreia do Sul |
| Composto | IND Índia | KOR Coreia do Sul | GBR Grã-Bretanha  |

## Quadro de Medalhas
| Atualizado em 22h 25min de 31 de julho de 2025 (UTC) | v d e |

| Ordem | País               | Medalha de ouro | Medalha de prata | Medalha de bronze |   |
| ----- | ------------------ | --------------- | ---------------- | ----------------- | - |
| 1     | KOR Coreia do Sul  | 3               | 2                | 3                 | 8 |
| 2     | IND Índia          | 2               | 2                | 1                 | 5 |
| 3     | JPN Japão          | 2               | 1                | 1                 | 4 |
| 4     | CHN China          | 1               | 2                | 1                 | 4 |
| 5     | TPE Taipé Chinês   | 1               | 1                |                   | 2 |
| 6     | TUR Turquia        | 1               |                  | 2                 | 3 |
| 7     | GBR Grã-Bretanha   |                 | 1                | 1                 | 2 |
| 8     | USA Estados Unidos |                 | 1                |                   | 1 |
| 9     | POL Polônia        |                 |                  | 1                 | 1 |